# Anthony Christian
Anthony „Andy“ Christian (* 9. Februar 1960) ist ein ehemaliger antiguanischer Fußball- und Basketballspieler. Er war in beiden Sportarten Nationalspieler.

## Werdegang
Christian galt als sportlich vielseitig begabt, gewann 1977 im Stabhochsprung die Carifta-Spiele, ein Wettkampf karibischer Staaten, die dem gleichnamigen Wirtschaftsbund Carifta angehörten. Er studierte Ende der 1970er und Anfang der 1980er Jahre Betriebswirtschaftslehre am Avila College im US-Bundesstaat Missouri und gehörte den Hochschulmannschaften in den Sportarten Basketball und Fußball an.
Mit der Fußballnationalmannschaft Antigua und Barbudas nahm Christian als Torwart an Qualifikationsspielen für die Weltmeisterschaften 1986 und 1990 teil. Auch im Basketball war er Nationalspieler des Landes.
1989 kam Christian nach Deutschland. Ende Oktober 1990 nahm der deutsche Fußballoberligist TuS Hoisdorf ihn unter Vertrag. Zu seinen Markenzeichen gehörten eine aufsehenerregende Spielweise und Abwürfe bis über die Mittellinie. Christian spielte später auch bei Blau-Weiß 96 Schenefeld und beim FC Teutonia 05 Ottensen.
Im Basketball schloss sich der 1,91 Meter große Flügelspieler dem VfL Stade an, schürte bei dem Verein mit seiner von Athletik geprägten Spielweise die Basketballbegeisterung und verhalf der Mannschaft mit teilweise überragenden Leistungen 1992 zum Aufstieg in die 2. Regionalliga sowie zum Gewinn des niedersächsischen Landespokals sowie 1993 zum Aufstieg in die 1. Regionalliga. Er spielte bis Ende Oktober 1993 in Stade. Ab Februar 1994 und bis 1995 spielte er für die zweite Herrenmannschaft des SC Rist Wedel in der 2. Regionalliga.
Beruflich wurde Christian als Fitnesstrainer und Leiter einer Sportanlage in Schenefeld tätig. 2019 übernahm Christian die Leitung des Fitness- und Athletiktrainings beim Harvestehuder THC. Im Altherrenalter nahm er mit der SG Halstenbek an deutschen Basketballmeisterschaften teil.